# Període Yamato

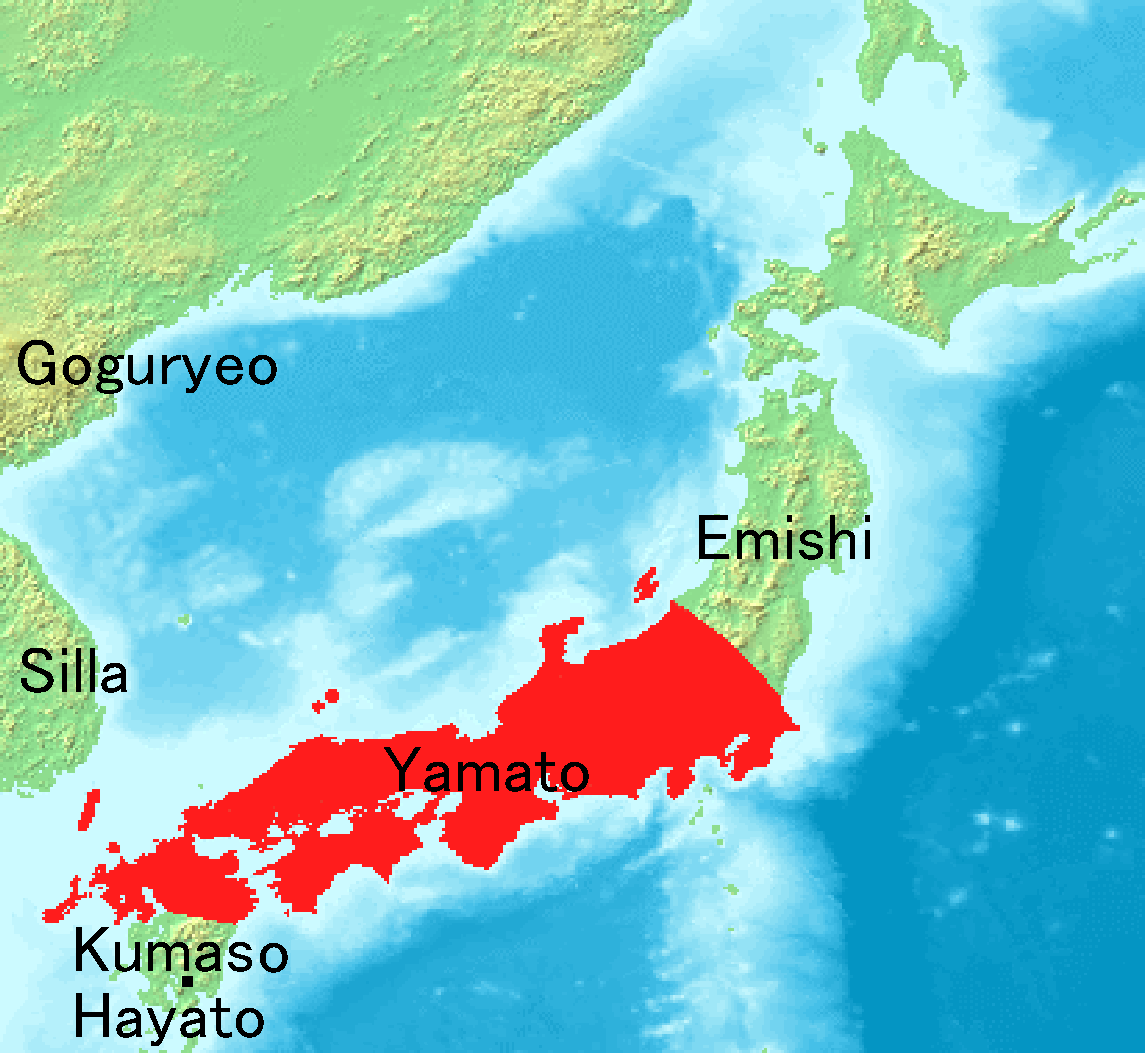
Yamato, al segle VII dC

El període yamato (yamato-jidai) pertany a la història de l'antic Japó, de forma que la cort imperial es trobava en l'actual prefectura de Nara, llavors coneguda com a província Yamato. Tradicionalment, la cronologia se situa entre el 250 i el 710 dC, dividits en dos períodes: 250-538, període Kofun i 538-710 període Asuka. La derrota de Yamato en la batalla de Baekgang contra els xinesos de la dinastia Tang va forçar a la retirada japonesa de Corea i ha suposat la derrota més important del Japó premodern.